# Fujifilm X100

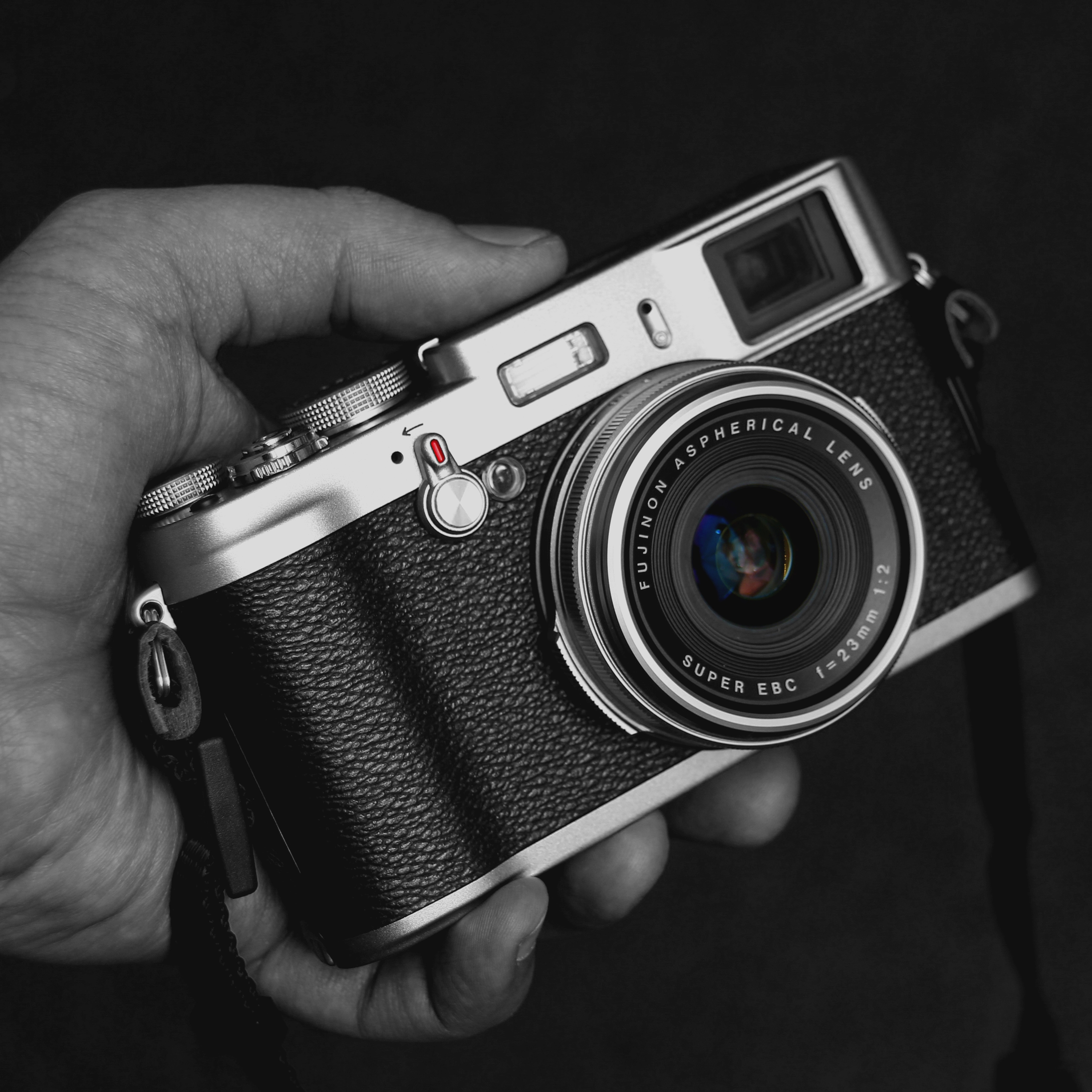
Fujifilm FinePix X100

Fujifilm X100 je řada digitálních kompaktních fotoaparátů s pevným základním objektivem. Původně součást řady FinePix, poté se stala členem řady X od společnosti Fujifilm, řada X100 zahrnuje FinePix X100, X100S, X100T, X100F, X100V a X100VI . Každý z nich má velký obrazový snímač a 23 mm objektiv (35 ekvivalentní zorný úhel v mm ve formátu full-frame). Všech šest fotoaparátů získalo obecně pozitivní recenze.
Fujifilm FinePix X100 byl původně představen na výstavě Photokina v září 2010 a následně byl představen v únoru 2011. Byl to první model z řady fotoaparátů Fujifilm X a od té doby se k němu připojilo mnoho modelů. Nahrazuje jej Fujifilm X100S.

## Fujifilm FinePix X100
FinePix X100, původní model v řadě, byl představen v roce 2011. Jednalo se o první fotoaparát ze série Fujifilm X, ačkoli toto označení přišlo později. X100 je fotoaparát ve stylu dálkoměrného fotoaparátu.
FinePix X100 byl prvním fotoaparátem, který ukázal řadu nových technologií vyvinutých společností Fujifilm. Patří mezi ně hybridní hledáček, který uživateli umožňuje vybrat si mezi konvenčním optickým hledáčkem s elektronickým překrytím nebo elektronickým hledáčkem. Kombinace snímače CMOS velikosti APS-C, procesoru EXR a 23mm (35 mm ekvivalent) objektiv s vysokou světelností byl také prvním.
X100 získal obecně příznivé recenze a řadu ocenění. Patří mezi ně Inovativní fotoaparát roku od Ephotozine a Nejlepší prémiový fotoaparát v cenách TIPA 2011. Ve většině případů byly ceny uděleny za kombinaci technologie a kvality obrazu, ale X100 získal uznání za svůj design i mimo fotografický trh, dostal se na první místo v Cool Listu magazínu Stuff za rok 2011 a v říjnu 2012 získal Cenu za design od Good Design Award (Japonsko). Digital Photography Review mu udělilo skóre 75 % a stříbrné ocenění s tím, že „kombinuje vynikající kvalitu obrazu, solidní konstrukci a skvělý hledáček s poněkud pomalým a nepředvídatelným provozem“ a dodává, že „Bylo mnohem vylepšeno několika aktualizacemi firmwaru od roku jeho počáteční inkarnace a navzdory svým nedostatkům je nyní skutečně velmi sympatickým fotoaparátem."

## Fujifilm X100S

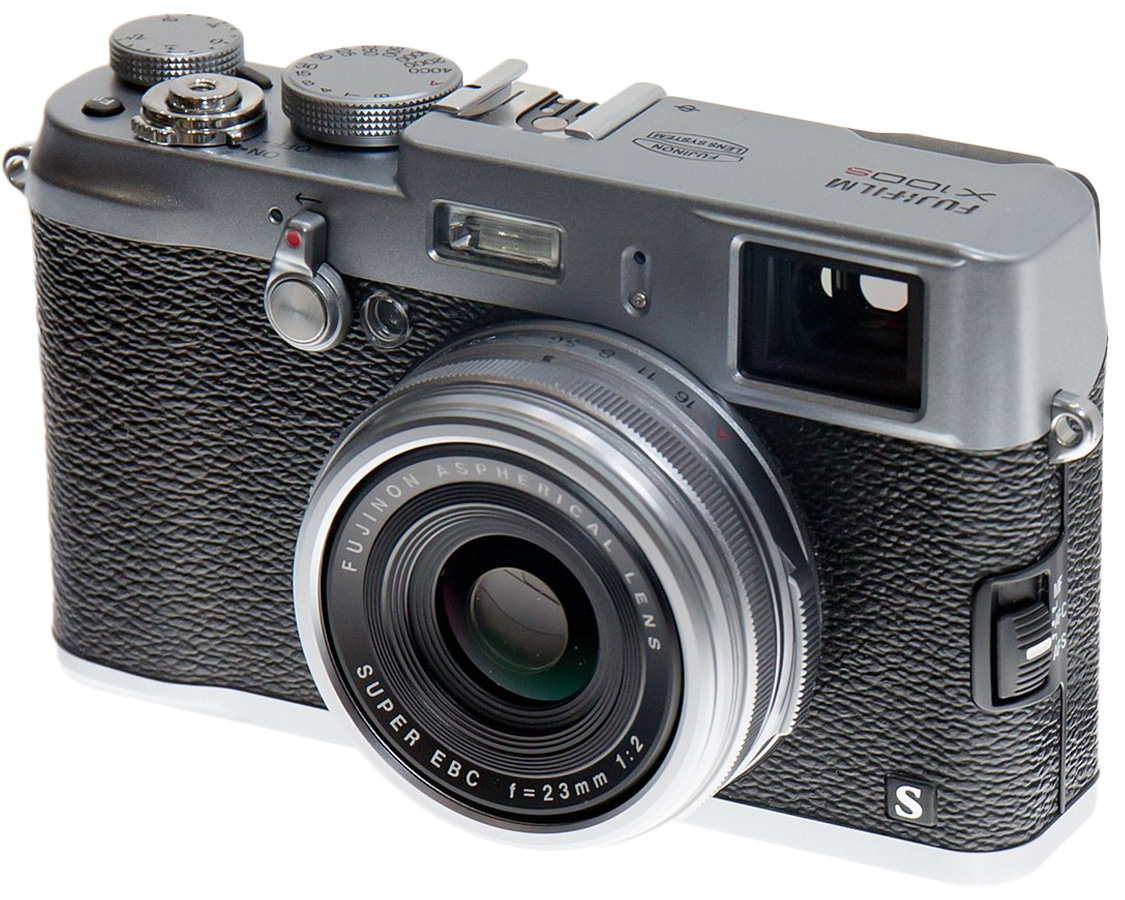
Fujifilm X100S

Fujifilm X100S (Second) je nástupcem Fujifilm FinePix X100. Oznámený v lednu 2013 je model podobný X100, ale řeší některé problémy, které X100 měl, a podobá se mu povrchně, ale s vnitřními změnami. Byl porovnán s řadou Leica M.
V září 2014 jej nahradil Fujifilm X100T.

## Fujifilm X100T
Fujifilm X100T (třetí) byl oznámen společností Fujifilm 10. září 2014. Jedná se o nástupce X100S. Vizuálně je velmi podobný X100S a sdílí mnoho z jeho základních specifikací (včetně objektivu a snímače), ale nabízí řadu iterativních vylepšení a vylepšení. Má stejný 16,3MP snímač Fujifilm X-Trans CMOS II jako X100S.

V lednu 2017 jej nahradil Fujifilm X100F.

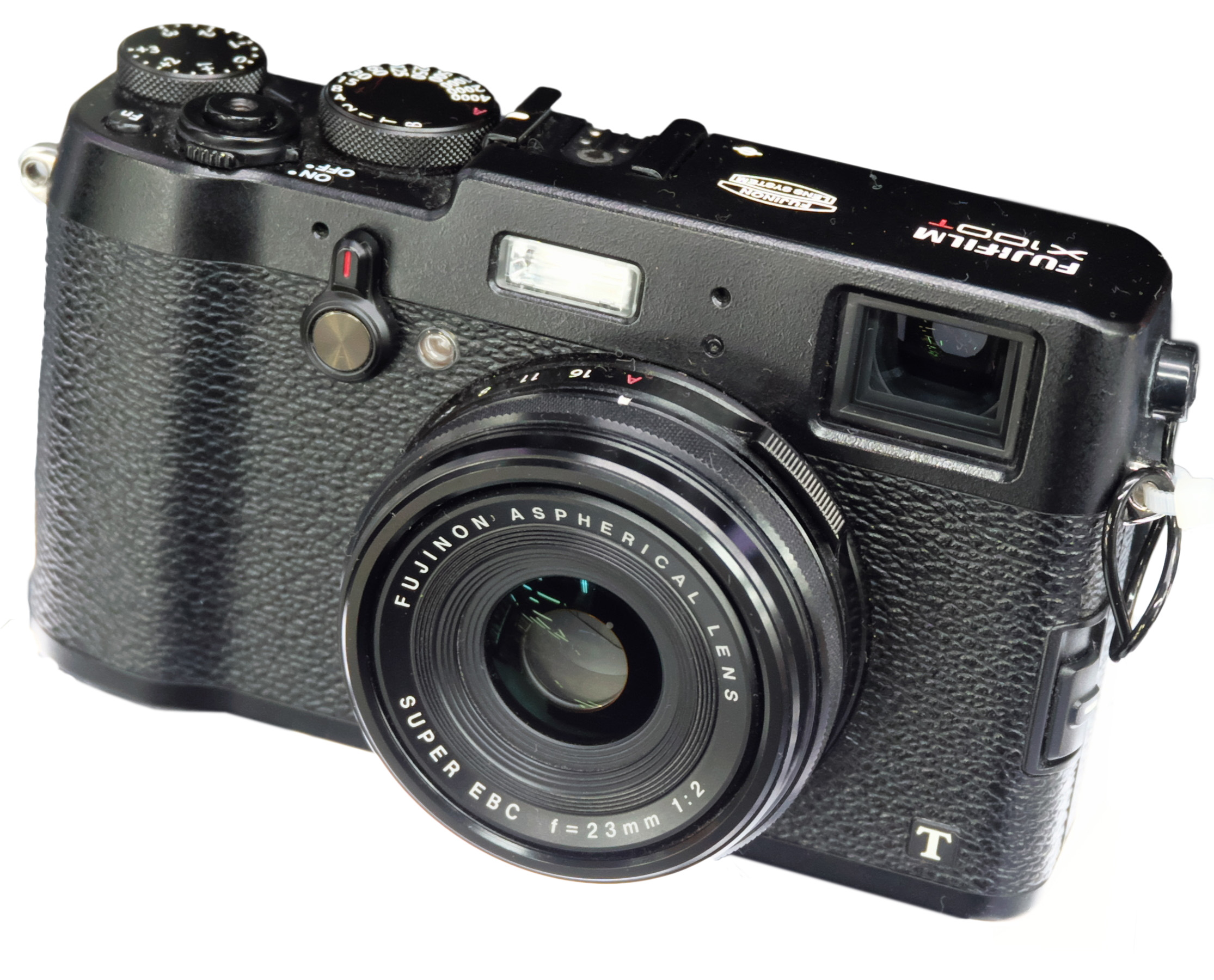
Fujifilm X100T

## Fujifilm X100F
Fujifilm X100F (čtvrtý), oznámený 19. ledna 2017 je nástupcem Fujifilm X100T. Spuštění zahrnovalo řadu videí od X-Photographers zabývajících se novými funkcemi, viz úvodní video Archivováno 30. 11. 2022 na Wayback Machine. . Oproti předchozímu modelu obsahuje řadu vylepšení, z nichž mnohé byly poprvé představeny s Fujifilm X-Pro2 . X100F byl vydán 23. února 2017.

X100F byl velmi dobře přijat, hlavně pro jeho vylepšený snímač a schopnost automatického ostření. Digital Photography Review mu udělilo skóre 83 % a zlaté ocenění a nazval jej „fotoaparát skutečných fotografů“. Na udílení cen Technical Image Press Association Awards 2017 získal X100F cenu za nejlepší profesionální kompaktní fotoaparát.

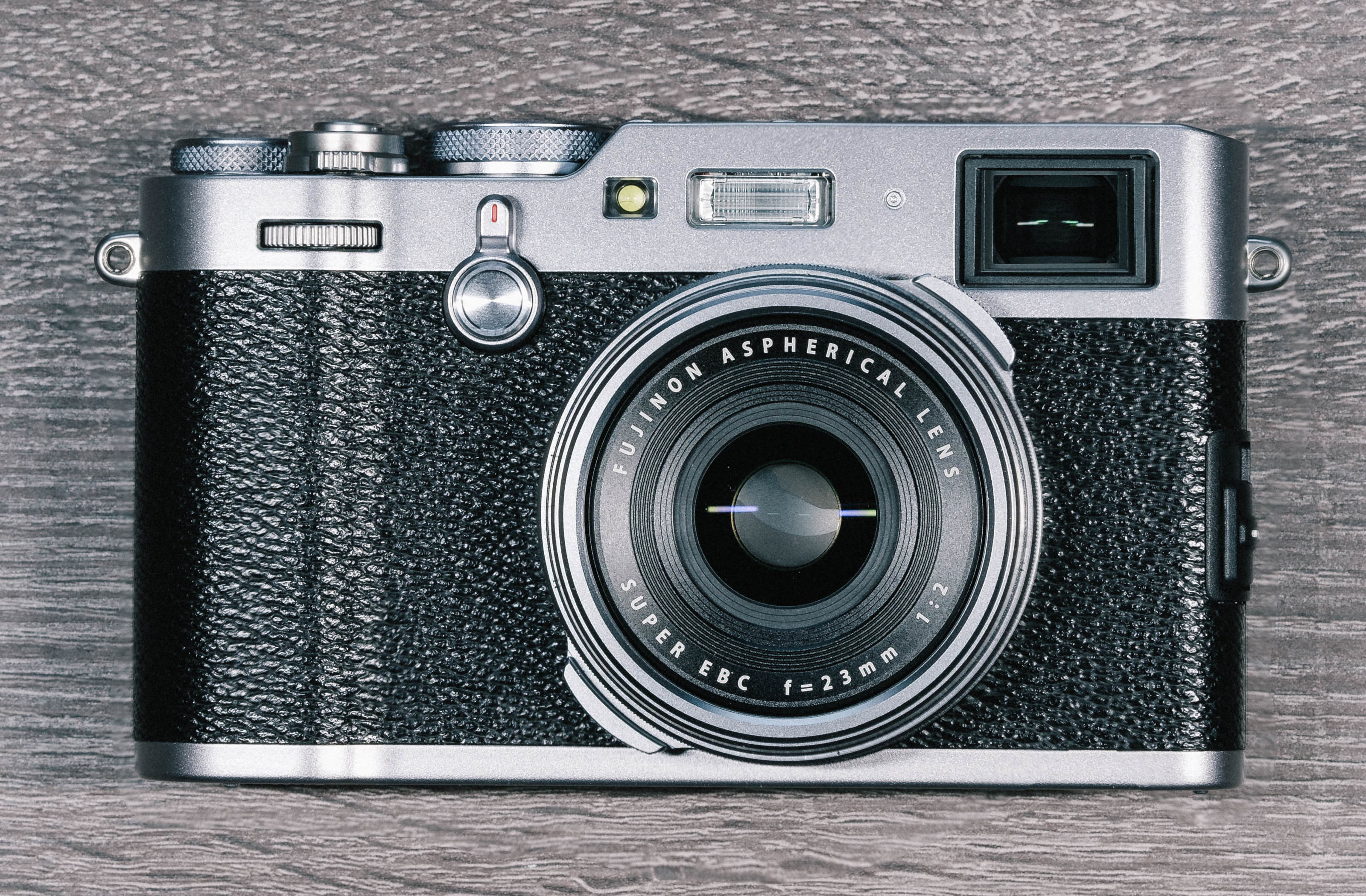
Fujifilm X100F

## Fujifilm X100V
Fujifilm X100V (římské číslo „pátý“), oznámený 4. února 2020, je nástupcem Fujifilmu X100F. Vyznačuje se přepracovaným objektivem, čtvrtou generací X-Trans snímače, 2-směrným výklopným zadním LCD displejem a částečnou odolností vůči povětrnostním vlivům. Kamera také obsahuje další režimy simulace filmu a další softwarová vylepšení. X100V je o 100 dolarů dražší než jeho předchůdce X100F. Bylo zjištěno, že díky přepracovanému systému objektivů vykazuje menší zkreslení než předchozí fotoaparáty X100 a má lepší výkon při ostření na blízko.

X100V je dobře přijatý fotoaparát, který je chválen pro svůj aktualizovaný snímač, který nabízí dobrý šumový výkon a rychlé čtení, stejně jako vysoce laditelný JPEG engine, který velmi dobře snižuje šum a vytváří dobré detaily. Byl také chválen pro svou funkci nahrávání 4K, což je první v řadě. Digital Photography Review mu udělilo skóre 86 % a zlaté ocenění a nazval jej „nejschopnějším kompaktním fotoaparátem s primárním objektivem všech dob“. Současná cena Fuji X100V na některých stránkách raketově vyletěla na hodnotu 1879 $, když byla původně vydána za 1000 $.

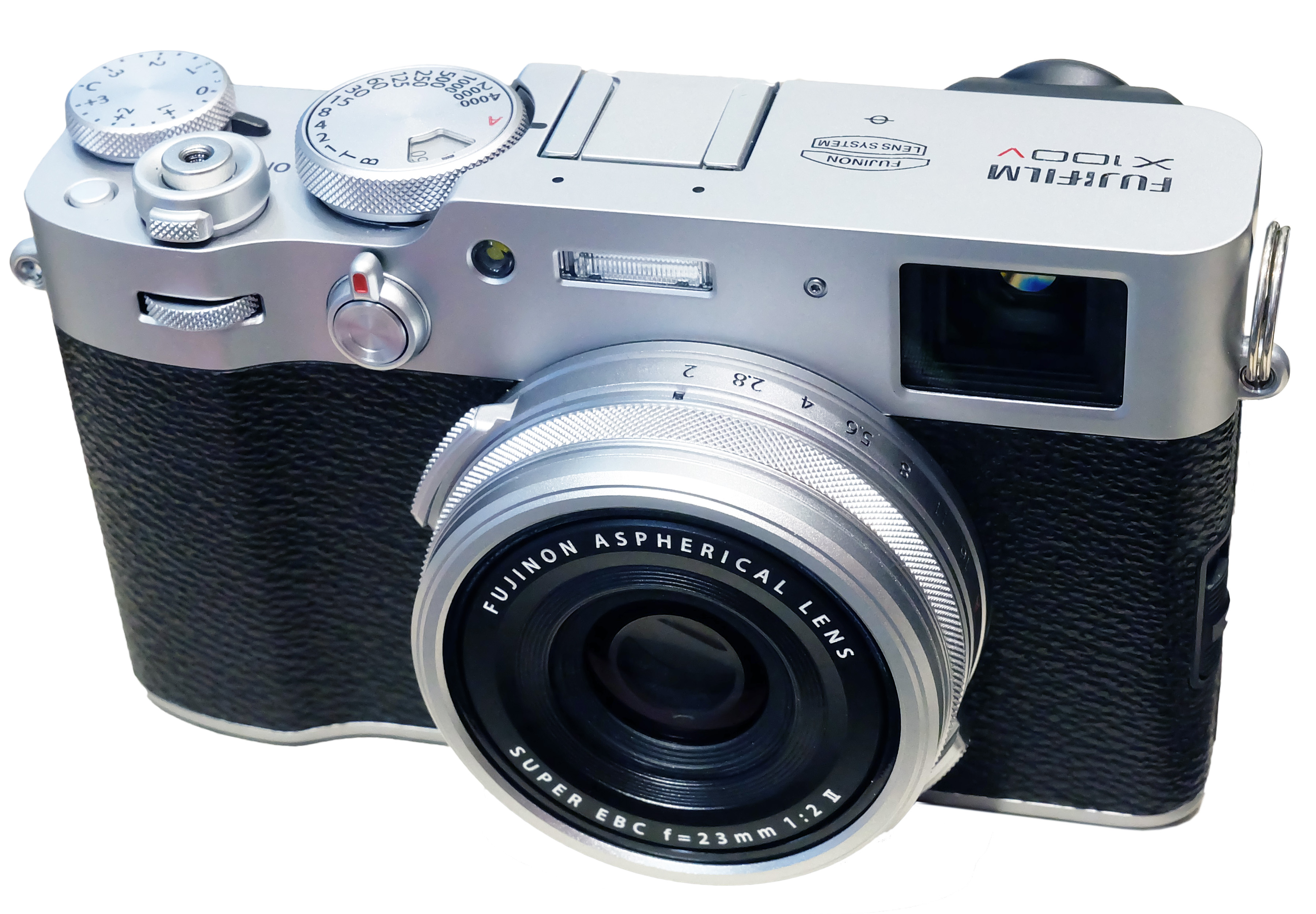
Fujifilm X100V

## Fujifilm X100VI
Fujifilm X100VI (římské číslo „Šestý“) byl oznámen 20. února 2024 za doporučenou cenu 1 599,95 USD. X100VI Limited Edition je k dispozici koncem března 2024 za doporučenou cenu 1 999,99 amerických dolarů.
Fujifilm X100VI je dalším fotoaparátem z řady kompaktních fotoaparátů Fujifilm X100 s pevným základním objektivem, který se snaží propojit styl historických fotoaparátu na film a zkombinovat jej s moderními funkcemi nejlepších fotoaparátů. Společnost Fujifilm jej uvedla na trh v únoru 2024. Navazuje na úspěšný model Fujifilm X100V. Ponechává si stejné klíčové vlastnosti, kvůli kterým byl Fujifilm X100V pár let po vydání téměř nesehnatelný za rozumnou cenu, ale zároveň rozšiřuje model o novější technologie.
Fujifilm X100VI byl ohlášen na začátku února 2024 a vypuštěn na trh byl 28. února 2024. Základní cena byla stanovena na 45 990 Kč. Spolu se základní verzí také postupně vycházela limitovaná verze k oslavě 90. výročí firmy Fujifilm. Této verze bylo vyrobeno pouze 1934 limitovaných kusů celosvětově. Po startu prodeje byli obě verze velmi rychle vyprodány a další kusy předobjednány s dlouhou dodací dobou.

### Funkce
Fotoaparát je vybaven pevným objektivem FUJINON 23mm f/2 ASPH II, který je ekvivalentem 35mm zorného pole pro Full-Frame fotoaparát. Také má vestavěný blesk a podporuje blesk externí pomocí hot shoe.

#### Fotografické vlastnosti
Fotoaparát Fujifilm X100VI má 40.2 megapixelový snímač X-Trans CMOS 5 HR sensor se zadním osvětlením. Je poháněn procesorem X-Processor 5. Fotoaparát má také pětiosý IBIS, který poskytuje až 6 stupňů stabilizace. Také nabízí stejný digitální telekonvertor a vnitřní ND filtry jako jeho předchůdce Fujifilm X100V.

#### ISO
Fotoaparát Fujifilm X100VI nabízí sensitivitu ISO 12800 (rozšířitelnou na ISO 51 200) a jde až na hodnotu 125 (rozšířitelné na 64).

#### Závěrka
X100VI je vybaven rozsahem rychlosti závěrky od 15 sekund k 1/4000 sekundy a také má elektronickou závěrku které umožnuje rychlost až 1/180000. Sériové snímaní umí až do hodnoty 11 snímků za sekundu.

#### Ostření
Pomocí kombinace X-Trans 5 HR senzoru a procesoru X-Processor 5 využívá strojového učení na rozpoznávání subjektů a následné jeho sledování jak při focení, tak také při natáčení. Umí rozpoznat zvířata, ptáky, auto, vlaky, drony a mnoho dalších.

#### Video
Fotoaparát nabízí natáčení 6.2K/30p rozlišení v 4:2:2 10-bit vnitřního záznamu. Další formáty, které nabízí jsou: DCI4K HQ (17:9) a 4K HQ (16:9) v 30 snímcích za sekundu, nebo DCI4K (17:9) a 4K (16:9) v 60 snímcích za sekundu. Také umí zpomalený záběr ve Full HD v 240 snímcích za sekundu s HEVC/H.25, Stereo zvukem 24bit / 48KHz vzorkováním.

#### Objektiv
Fujifim X100VI si ponechává stejný objektiv jako Fujifilm X100VI. Je to 35mm ve full frame s maximální clonou f/2.0. A je kompatibilní se staršími konverzními nástavci WCL/TCL, které mohou přetransformovat objektiv na 24mm nebo také na 50mm full frame ekvivalent.

#### Simulace filmu
Fotoaparát nabízí 20 různých modů na filmovou simulaci výsledných fotek, aby vypadaly jako focené na fotoaparát s filmem. Nabízí od klasického monochromu až k novým, jako například Reala Ace.

#### Konstrukce
Fujifilm X100VI váží 474 g včetně baterie a paměťové karty a jeho rozměry jsou 127 x 74 x 53 cm. Má hybridní hledáček, který kombinuje optický hledáček a elektronický hledáček, který zobrazuje 3.69 milionů bodů. Také je vybaven obousměrně výklopným 3,0palcovým dotykovým displejem LCD s rozlišením 1,62 milionů bodů.

#### Rozdíly od X100V
- X-Trans CMOS snímač 5. generace 40 MP
- Procesor X 5
- Nový 6-stopový IBIS
- Vylepšený rozsah ISO, začínající na ISO 125
- Záznam 6K videa
- Zvýšená maximální elektronická závěrka při 1/180 000 sec
- Rozšířené filmové simulace, včetně Reala Ace
- Vyrobeno v Číně

## Chronologie X100
| 2011         | 2011         | 2011         | 2011         | 2012         | 2012         | 2012         | 2012         | 2013  | 2013  | 2013  | 2013  | 2014  | 2014  | 2014  | 2014  | 2015  | 2015  | 2015  | 2015  | 2016  | 2016  | 2016  | 2016  | 2017  | 2017  | 2017  | 2017  | 2018  | 2018  | 2018  | 2018  | 2019  | 2019  | 2019  | 2019  | 2020  | 2020  | 2020  | 2020  | 2021  | 2021  | 2021  | 2021  | 2022  | 2022  | 2022  | 2022  | 2023  | 2023  | 2023  | 2023  | 2024   | 2024   | 2024   | 2024   |
| ------------ | ------------ | ------------ | ------------ | ------------ | ------------ | ------------ | ------------ | ----- | ----- | ----- | ----- | ----- | ----- | ----- | ----- | ----- | ----- | ----- | ----- | ----- | ----- | ----- | ----- | ----- | ----- | ----- | ----- | ----- | ----- | ----- | ----- | ----- | ----- | ----- | ----- | ----- | ----- | ----- | ----- | ----- | ----- | ----- | ----- | ----- | ----- | ----- | ----- | ----- | ----- | ----- | ----- | ------ | ------ | ------ | ------ |
| 1            | 2            | 3            | 4            | 1            | 2            | 3            | 4            | 1     | 2     | 3     | 4     | 1     | 2     | 3     | 4     | 1     | 2     | 3     | 4     | 1     | 2     | 3     | 4     | 1     | 2     | 3     | 4     | 1     | 2     | 3     | 4     | 1     | 2     | 3     | 4     | 1     | 2     | 3     | 4     | 1     | 2     | 3     | 4     | 1     | 2     | 3     | 4     | 1     | 2     | 3     | 4     | 1      | 2      | 3      | 4      |
| FinePix X100 | FinePix X100 | FinePix X100 | FinePix X100 | FinePix X100 | FinePix X100 | FinePix X100 | FinePix X100 | X100S | X100S | X100S | X100S | X100S | X100S | X100S | X100T | X100T | X100T | X100T | X100T | X100T | X100T | X100T | X100T | X100F | X100F | X100F | X100F | X100F | X100F | X100F | X100F | X100F | X100F | X100F | X100F | X100F | X100V | X100V | X100V | X100V | X100V | X100V | X100V | X100V | X100V | X100V | X100V | X100V | X100V | X100V | X100V | X100VI | X100VI | X100VI | X100VI |

Obrazový procesor : EXR | X-Trans II | X-Trans III | X-Trans IV | X-Trans V

## Příslušenství
Vzhledem k jejich podobnosti mají různé fotoaparáty X100 mnoho stejného příslušenství.